# Rally de Montecarlo de 1965
El Rally de Montecarlo de 1965 fue la 34.ª edición y se celebró del 15 al 20 de enero de ese año. El rally contaba con el clásico formato en el que los participantes partían desde diferentes ciudades europeas con destino a Mónaco y una vez allí se realizaba una etapa común varios tramos cronometrados. El ganador era aquel que sumase menos puntos de penalización entre el recorrido de concentración inicial y los tramos de velocidad posteriores.
La lista de inscritos estaba formada por 275 participantes de los cuales 237 tomaron la salida y sólo 35 cruzaron la meta. Los pilotos partieron al igual que en ediciones anteriores desde diferentes ciudades europeas: Varsovia, Estocolmo, Minsk, Londres, Franckurt, París, Lisboa, Montecarlo y Atenas.
El ganador fue el finés Timo Mäkinen del equipo británico BMC a bordo del Mini Cooper S repitiendo la victoria del año anterior, en aquella ocasión a manos del británico Paddy Hopkirk.

## Clasificación final
| Pos. | Piloto           | Copiloto           | Automóvil         | Puntos |
| ---- | ---------------- | ------------------ | ----------------- | ------ |
| 1.   | Timo Mäkinen     | Paul Easter        | BMC Mini Cooper S | 5118   |
| 2.   | Eugen Böhringer  | Rolf Wütherich     | Porsche 904 GTS   | 5613   |
| 3.   | Pat Moss         | Elisabeth Nyström  | Saab 96           | 5871   |
| 4.   | Peter Jarper     | Jan Hall           | Sunbeam Tiger     | 6193   |
| 5.   | Herbert Linger   | Peter Halk         | Porsche 911       | 6655   |
| 6.   | Roger Clark      | Arnold Porter      | Rover 2000        | 6728   |
| 7.   | Robert Neyret    | Jacques Terramorsi | Citroën DS 19     | 6883   |
| 8.   | Bengt Soderstrom | So Svedberg        | Ford Cortina      | 6911   |
| 9.   | Henry Taylor     | Brian Melia        | Ford Cortina      | 6983   |
| 10.  | Hans Walter      | Werner Lier        | BMW 1800 Ti       | 7145   |
| 18.  | Sobieslaw Zasada | Kazimierz Osinski  | Steyr Puch 650 TR |        |